# Bezděkovský potok
Der Bezděkovský potok (deutsch Pössigkauer Bach) ist ein linker Zufluss der Radbuza (Radbusa) in Tschechien.

## Verlauf
Der Bezděkovský potok (Pössigkauer Bach) entspringt im Okres Tachov (Bezirk Tachau) südlich von Přimda (Pfraumberg) aus einem Feuchtgebiet zwischen dem 706 m hohen Ovčí kopec (Schafberg) und dem 757 m hohen Šibeník (Galgenberg) aus zahlreichen Quellen.
Über den Kamm zwischen Ovčí kopec (Schafberg) und Šibeník (Galgenberg) verläuft die Europäische Hauptwasserscheide zwischen Nordsee (südlich des Kammes) und Schwarzem Meer (nördlich des Kammes).
Der Bezděkovský potok (Pössigkauer Bach) entwässert über Radbuza (Radbusa), Berounka (Beraun, früher Mies), Moldau und Elbe in die Nordsee.
Nur knappe 400 m nördlich von seinem Quellgebiet befinden sich die Quellen des Václavský potok (Wenzelbach)), dessen Wasser über Pfreimd (in Tschechien: Kateřinský potok (Katharinabach), Naab und Donau ins Schwarze Meer fließen.
10 bis 20 Quellen und kleine Bäche vereinigen sich im Feuchtgebiet zwischen Ovčí kopec (Schafberg) und Šibeník (Galgenberg) zum Bezděkovský potok (Pössigkauer Bach), der zunächst parallel zur Landstraße 198 nach Südosten abfließt.
Nördlich der Ortschaft Málkov (Molgau) trennt sich der Bach von der Landstraße und fließt in einem weit nach Osten ausholenden Bogen um Malkov (Molgau) herum.
Südöstlich von Malkov (Molgau) fließt er nach Süden weiter und behält diese Richtung im Wesentlichen bis zu seiner Mündung in die Radbuza (Radbusa) bei.
2,5 km südlich von Malkov (Molgau) erreicht der Bezděkovský potok (Pössigkauer Bach) die namensgebende Ortschaft Bezděkov (Pössigkau).
Er durchquert diese Ortschaft in ihrer ganzen Länge von Norden nach Süden.
Nun fließt der Bezděkovský potok (Pössigkauer Bach) bis Bělá nad Radbuzou (Weißensulz) auf deren Westseite an der Bahnstrecke Domažlice (Taus) – Tachov (Tachau) entlang.
Er verlässt den Okres Tachov (Bezirk Tachau) und gelangt in den Okres Domažlice (Bezirk Taus).
Mitten in der Ortschaft Bělá nad Radbuzou (Weißensulz) mündet der Bezděkovský potok (Pössigkauer Bach) von links in die Radbuza (Radbusa).
Auf seinem Lauf nimmt der Bezděkovský potok (Pössigkauer Bach) viele unbenannte Bäche von rechts und auch einige von links auf.